# Hans Gstöttner
Hans Gstöttner (* 2. Dezember 1967 in Halle (Saale)) ist ein ehemaliger deutscher Ringer.

## Werdegang
Gstöttner begann 1978 in Halle (Saale) mit dem Ringen. Unter Anleitung von Trainer Rainer Kamm entwickelte er sich dort beim SC Chemie Halle zu einem hervorragenden Freistilringer im Mittelgewicht. Ab 1988 startete er regelmäßig bei den internationalen Meisterschaften und erlangte seine größten Erfolge in den ersten Jahren seiner Karriere. Nach der deutschen Wiedervereinigung im Jahre 1990 wechselte er zum „KSV Germania Aalen“, für den er viele Jahre in der deutschen Bundesliga rang. In der zweiten Hälfte seiner Ringerkarriere widmete er sich vermehrt seinem Medizinstudium, das er erfolgreich abschloss, so dass das Training in den Hintergrund trat.
Sein Debüt auf der internationalen Ringermatte gab er bei der Europameisterschaft 1988 in Manchester, wo er gleich Vizeeuropameister im Mittelgewicht im freien Stil wurde. Im Finale unterlag er dabei gegen Juri Worobjow aus der Sowjetunion. Bei den Olympischen Spielen des gleichen Jahres in Seoul erreichte er einen guten achten Platz. 1989 fehlte er bei den internationalen Meisterschaften, feierte aber im Jahr 1990 ein großes Comeback, denn er wurde in Posen Europameister im Mittelgewicht. Er besiegte dabei Eliadis aus Zypern, Postma aus den Niederlanden, Szavar aus Polen, Gazur aus der Tschechoslowakei, Sebahattin Öztürk aus der Türkei und Luchman Dschabrailow aus der Sowjetunion. Bei der Weltmeisterschaft des gleichen Jahres in Tokio kam er nicht so gut zurecht. Er verlor unter anderem gegen Royce Alger aus den USA und Dunshagin aus der Mongolei und kam nur auf den achten Platz.
Besser lief es für ihn wieder bei der Europameisterschaft 1991 in Stuttgart. Trotz einer überraschenden Auftaktniederlage gegen Martin Gazur aus der Tschechoslowakei kämpfte er sich bis in das Finale und unterlag dort gegen Elmadi Dschabrailow aus der UdSSR mit 2:5 nach Punkten. Bei der Weltmeisterschaft 1991 in Warna war Hans Gstöttner nicht in der Form des Frühjahres und musste mit dem 16. Platz zufrieden sein.
1992 errang Hans zwar keine Medaillen, kam aber bei der Europameisterschaft durch einen Sieg über den Weltmeister des Vorjahres Rahmat Sukra aus Bulgarien auf einen guten fünften Platz und verpasste bei den Olympischen Spielen in Barcelona mit einem vierten Platz nur knapp eine Medaille. Im Kampf um die Bronzemedaille unterlag er dem starken Iraner Rasoul Khadem klar mit 0:6 Punkten, nachdem er vorher im Laufe des Turniers mit Soukra, Josef Lohyna aus Tschechien und Sebahattin Öztürk Welt- und Europameister vergangener Jahre besiegt hatte.
Nach einem etwas schwächeren Jahr 1993 trumpfte er 1994 wieder auf und gewann sowohl bei der Europameisterschaft in Rom als auch bei der Weltmeisterschaft in Istanbul eine Bronzemedaille. In Rom besiegte er dabei den Belarussen Alexander Sawko, gegen den er 1993 zweimal verloren hatte, im Kampf um die Bronzemedaille mit 2:1 nach Punkten. Auch bei der Weltmeisterschaft lieferte Hans Gstöttner sechs großartige Kämpfe, von denen er fünf gewann.
In den nächsten Jahren, Hans Gstöttner kämpfte noch bis zum Jahre 2000, gelang ihm kein Medaillengewinn mehr. Für die Olympischen Spiele 1996 und 2000 konnte er sich nicht mehr qualifizieren.
Gstöttner betreibt nach dem Ende seiner Sportkarriere eine Hautarztpraxis in Halle/Saale.
Die Ergebnisse der internationalen Meisterschaften und einiger anderer Turniere, an denen er teilnahm, sind aus dem folgenden Abschnitt zu ersehen.

## Internationale Erfolge
| Jahr | Platz | Wettbewerb                              | Gew.-Kl.   | |
| 1988 | 2.    | EM in Manchester                        | Mittel     | hinter Juri Worobjow, UdSSR und vor Alexander Nanew, Bulgarien, Andrzej Radomski, Polen, Jozef Lohyňa, CSSR und Iglesias Francisco, Spanien                       |
| 1988 | 8.    | OS in Seoul                             | Mittel     | Sieger: Han Myung-woo, Korea vor Necmi Gençalp, Türkei und Lohyna                                                                                                 |
| 1990 | 1.    | EM in Posen                             | Mittel     | vor Luchman Dschabrailow, UdSSR, Sebahattin Öztürk, Türkei, Nicolae Ghiță, Rumänien, Alcide Legrand, Frankreich und Martin Gazur, Tschechoslowakei                |
| 1990 | 8.    | WM in Tokio                             | Mittel     | Sieger: Jozef Lohyna vor Royce Alger, USA und Dunshagin, Mongolei                                                                                                 |
| 1991 | 2.    | EM in Stuttgart                         | Mittel     | hinter Elmadi Dschabrailow und vor Sebahattin Öztürk, Robert Kostecki, Polen, Laszlo Dvorak, Ungarn und Alcide Legrand                                            |
| 1991 | 16.   | WM in Warna                             | Mittel     | Sieger: Kevin Jackson, USA vor Jozef Lohyna und Sebahattin Öztürk                                                                                                 |
| 1992 | 5.    | EM in Kaposvár                          | Mittel     | hinter Sebahattin Öztürk, Laszlo Dvorak, Rustem Kelekschajew, GUS, Josef Niec, Polen und vor Rahmat Sukra, Bulgarien                                              |
| 1992 | 4.    | OS in Barcelona                         | Mittel     | hinter Jackson, Elmadi Dschabrailow, Rasoul Khadem, Iran und vor Jozef Lohyna und Sebahattin Öztürk                                                               |
| 1993 | 8.    | EM in Istanbul                          | Mittel     | Sieger: Rustem Kelekschajew vor Sebahattin Öztürk und Alexander Sawko, Belarus                                                                                    |
| 1993 | 14.   | WM in Toronto                           | Mittel     | Sieger: Sebahattin Öztürk vor Sagid Katinivasow, Russland und Ruslan Kinchagow, Usbekistan                                                                        |
| 1994 | 3.    | EM in Rom                               | Mittel     | hinter Rustem Kelekschajew und Luchman Dschabrailow, Republik Moldau und vor Alexander Sawko, Laszlo Dvorak und Robert Eggertswyler, Schweiz                      |
| 1994 | 3.    | WM in Istanbul                          | Mittel     | hinter Lukman Schabrailow und Öztürk und vor Ghiţă, Remos Ariel, Kuba und Roussoum Hadschiew, Bulgarien                                                           |
| 1995 | 5.    | EM in Freiburg im Üechtland/Schweiz     | Mittel     | hinter Mohammed Ibragimow, Aserbaidschan, Sergej Gubrintschuk, Ukraine, Rassul Katinowassow und Ghiţă und vor Dvorak                                              |
| 1995 | 13.   | WM in Atlanta                           | Mittel     | Sieger: Kevin Jackson, USA vor Elmadi Dschabrailow, Kasachstan u, Kinchagow                                                                                       |
| 1998 | 6.    | Großer Preis von Deutschland in Leipzig | Halbschwer | hinter Davud Magomedow, Aserbaidschan, Mesut Okcu und Jürgen Stechele, beide Deutschland, Igor Grabovets, Republik Moldau, und Ricardas Paulinkonis, Griechenland |
| 1998 | 7.    | World-Cup-Turnier in Stillwater/USA     | Mittel     | Sieger: Yoel Romero, Kuba vor Alexej Krupnikow, Russland und Leslie Gutches, USA                                                                                  |
| 1998 | 11.   | WM in Teheran                           | Mittel     | Sieger: Alireza Heidari, Iran vor Ibragimow und Romero |
| 1999 | 4.    | World-Cup-Turnier in Spokane/USA        | Mittel     | hinter Gutches, Romero und Feridon Ghanbaripisar, Iran |
| 1999 | 13.   | EM in Minsk                             | Mittel     | Sieger: Ibragimow vor Igors Samusoniks, Lettland und Schamil Isajew, Russland                                                                                     |
| 1999 | 9.    | World-Military-Games in Zagreb          | Mittel     | Sieger: Chadschimurad Magomedow, Russland vor Athanasios Kydros, Griechenland und Eldar Assanow, Ukraine                                                          |
| 2000 | 12.   | Olympia-Qualif.-Turnier in Minsk        | Mittel     | Sieger: David Bichinaschwili, Ukraine vor Gábor Kapuvári, Ungarn und Beikulet Musajew, Belarus                                                                    |
| 2000 | 2.    | Olympia-Qualif.-Turnier in Tokio        | Mittel     | hinter Bichinaschwili und vor Kapuvari und Ghiţă |
| 2000 | 9.    | EM in Budapest                          | Mittel     | Sieger: Adam Saitijew, Russland vor Musajew und Kapuvari |

## Erläuterungen
- alle Wettbewerbe im freien Stil
- OS = Olympische Spiele, WM = Weltmeisterschaft, EM = Europameisterschaft
- Mittelgewicht, Gewichtsklasse bis 1996 bis 82 kg, von 1997 bis 2001 bis 85 kg Körpergewicht

## DDR-Meisterschaften
| Jahr | Platz | Gew.-Kl. |                                                                                |
| 1986 | 2.    | Feder    | hinter Frank Wolff, SG Dynamo Luckenwalde u. vor Lutz Remus, SC Leipzig        |
| 1987 | 2.    | Leicht   | gemeinsam mit Abisch, SG Dynamo Luckenwalde u. vor Torsten Weidner, SC Leipzig |
| 1988 | 1.    | Mittel   | vor Thomas Munkwitz, Wismut Aue und Krause, SC Motor Jena                      |

## Deutsche Meisterschaften
| Jahr | Platz | Gew.-Kl. |                                                                    |
| 1991 | 1.    | Mittel   | vor Thomas Mittermüller, Hallbergmoos und Reiner Trik, Winzeln     |
| 1992 | 1.    | Mittel   | vor Raolf Fleckenstein, Goldbach und Andreas Kubiak, Schifferstadt |
| 1993 | 1.    | Mittel   | vor Andreas Gräfe, Elgershausen und Mario Gattnar, Schaafheim      |
| 1994 | 1.    | Mittel   | vor Andreas Schmidt, Köllerbach und Yakup Gürler, Köllerbach       |
| 1995 | 1.    | Mittel   | vor Kubiak und Fleckenstein                                        |
| 1996 | 1.    | Mittel   | vor Peter Leuschner, Frankfurt (Oder) und Selami Akosman, Witten   |
| 1999 | 1.    | Mittel   | vor Akosman und André Backhaus, Markneukirchen                     |

Anm.: alle Wettbewerbe im freien Stil, Federgewicht, bis 62 kg, Leichtgewicht, bis 68 kg Körpergewicht